# بوب جاي
بوب جاي (بالإنجليزية: Bob Jay)‏ هو لاعب هوكي الجليد أمريكي، ولد في 18 نوفمبر 1965 في بورلينغتون في الولايات المتحدة.

## وصلات خارجية
- بوب جاي على موقع دوري الهوكي الوطني (الإنجليزية)
- بوب جاي على موقع EliteProspects.com (الإنجليزية)
- بوب جاي على موقع HockeyDB.com (الإنجليزية)
- بوب جاي على موقع Hockey-Reference.com (الإنجليزية)